# Distretto di Vecsés
Il distretto di Vecsés (in ungherese Vecsési járás) è un distretto dell'Ungheria, situato nella provincia di Pest.